# 蘭奇利種植園 (緬因州)
蘭奇利種植園（英語：Rangeley Plantation）是位於美國緬因州富蘭克林縣的一個種植園。

## 人口
根據2020年美國人口普查的數據，蘭奇利種植園的面積為122.80平方千米，當中陸地面積為105.40平方千米，而水域面積為17.40平方千米。當地共有人口184人，而人口密度為每平方千米1人。